# بام ديربان
بام ديربان (بالإنجليزية: Pam Durban)‏ (4 مارس 1947)؛ روائية أمريكية. درست في جامعة آيوا.